# Bandera de Florida
La bandera de Florida consisteix en una creu vermella sobre fons blanc, amb l'escut de l'estat al centre. Aquest disseny va ser aprovat mitjançant un referèndum l'any 1900. La darrera modificació, que millorà els detalls gràfics, fou promulgada el 1985.

## Història de la bandera

Bandera del Virregnat de la Nova Espanya des del fins al

La Bandera d'Espanya després de 1785. Els seus colors són reflectit en el Segell de Florida.

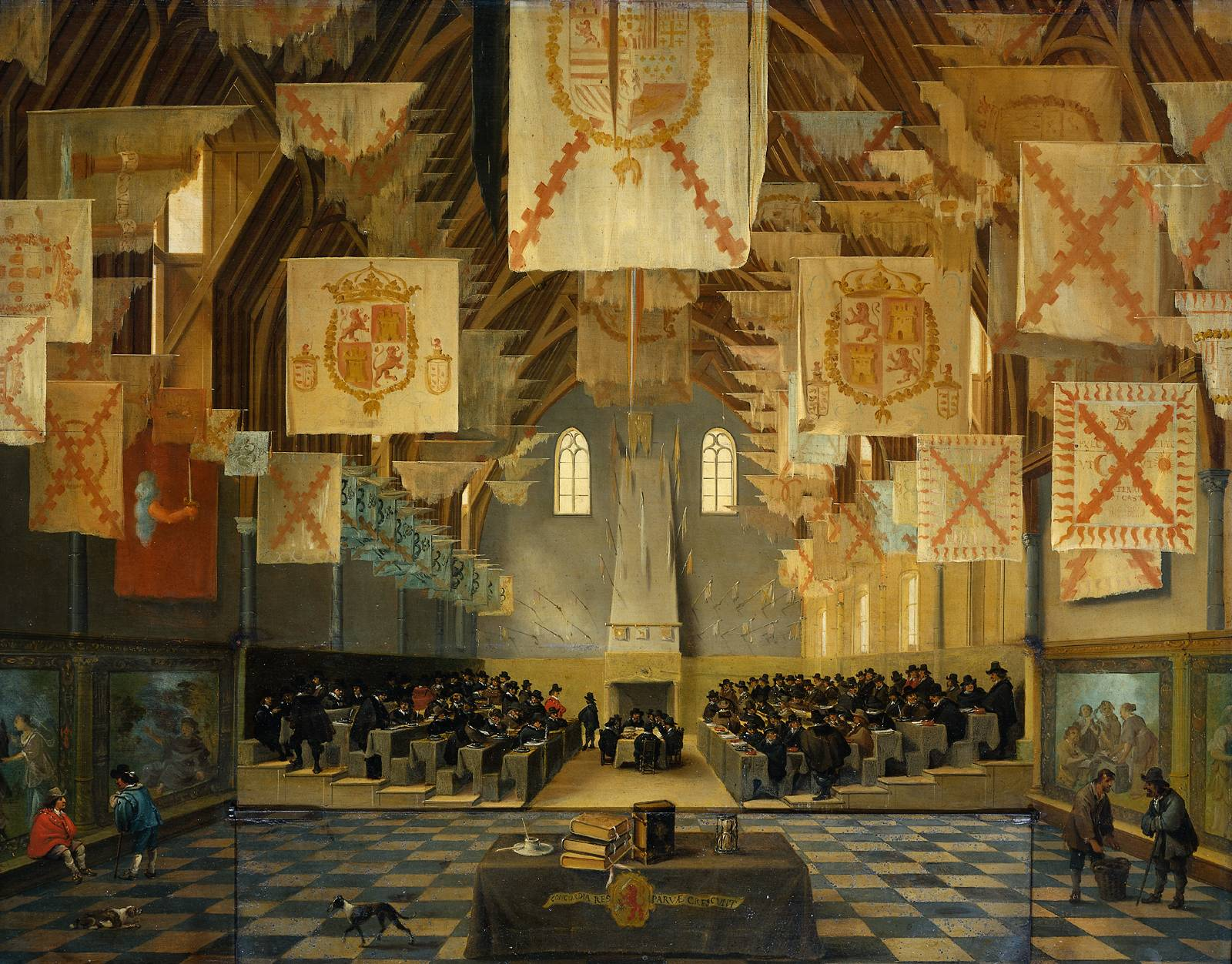
Creus de Borgonya en els Estats Generals dels Països Baixos, 1651.

La bandera primera de l'Estat va ser adoptada durant la guerra civil americana. Dissenyat pel governador Perry.

Espanya era una unió dinàstica i federació de regnes quan Juan Ponce de León va descobrir i va reclamar Florida l'any 1513. Diverses banderes espanyoles es van utilitzar durant aquest període de la colonització europea a Florida, com l'estendard de la Corona de Castella en Pensacola o la Creu de Borgonya a San Agustín. Igual que altres territoris espanyols, la Creu de Borgonya es va utilitzar a Florida per representar sobirania col·lectiva espanyola entre els anys 1513 i 1821.
En 1763, els espanyols van passar el control de Florida a Gran Bretanya a través del Tractat de París. Gran Bretanya va utilitzar la bandera de la unió original (les de ratlles blanques) a Florida durant aquest breu període. Els britànics també van dividir el territori entre Florida Oriental, amb la seva capital a San Agustín, i Florida Occidental, amb la seva capital en Pensacola.
Espanya va recuperar control de Florida el 1783. En 1785, el rei Carles III va decidir canviar el pavelló nacional d'Espanya, que ara era un estat i nació més centralitzada. Aquesta bandera, la rojigualda, es va utilitzar al costat de la Creu de Borgonya en les dues províncies de Florida fins a 1821, quan Florida es va unir als Estats Units.
Entre 1821 i 1861, Florida no tenia bandera oficial. La bandera naval de Texas, va ser utilitzat com a pavelló provisional en any 1861, quan Florida va declarar la seva independència de la unió federal i es va separar. Aquesta bandera també es va usar quan les forces militars de l'Estat es van fer càrrec dels forts federals i una estació marinera en Pensacola. El coronel William H. Chase va ser comandant de les tropes de Florida i la bandera també es coneix com la bandera Chase. A final d'any, la Legislatura de Florida va aprovar una llei que va autoritzar el Governador Madison S. Perry ha dissenyar una bandera oficial per a l'Estat. El seu disseny va ser una bandera de tres bandes amb un fons blau en l'esquerra de la bandera que contenia el nou Segell de Florida.
Com a part dels Estats Confederats d'Amèrica, Florida utilitzar les tres versions de la bandera de la Confederació i la bandera blava Bonnie Blue. La Bonnie Blue era anteriorment la bandera de l'efímera República de l'Oest de la Florida, que incloïa parts del que avui Florida, Alabama, Mississippi, i Louisiana. També es va utilitzar breument com a bandera de la Confederació (no oficial) abans de la primera bandera oficial va ser adoptada. La Bonnie Blue tenia una sola estrella de cinc puntes al centre d'un fons blau.
Entre 1868 i 1900, la bandera de la Florida era simplement el segell de l'estat sobre un fons blanc. En discrepància, el segell de l'estat des de l'any 1868 representava un vaixell amb una bandera blanca que incloïa un creu de color vermell, similar a l'actual bandera de la Florida o la Creu de Borgonya. A final de la dècada de 1890, el governador Francis P. Fleming, un nacionalista, ha advocat per l'addició d'una creu vermella, perquè la bandera no es veuria com una bandera blanca de retir penjada. Aquesta addició va ser aprovada per referèndum popular l'any 1900.

## Cinc banderes sobre Florida
Al territori de Florida és força comú el terme Five Flags over Florida (Cinc banderes sobre Florida). Aquesta expressió fa referència a les banderes dels cinc estats que han administrat i ostentat la sobirania sobre tota la península o parts d'aquesta: Espanya, França, la Gran Bretanya, els Estats Units i els Estats Confederats.